# Anomalon novemmaculatum
Anomalon novemmaculatum là một loài tò vò trong họ Ichneumonidae.